# La Norma Fox
Norma Fox (Randers, 9 de febrero de 1926), nacida como Norma Nielsen y también conocida como La Norma, es una trapecista y acróbata aérea nacida en Dinamarca que actuó por toda Europa antes de mudarse a los Estados Unidos con su marido, el francés André W. Fox, en 1949. En 1952, actuó como suplente de Betty Hutton en la película The Greatest Show on Earth. La Norma se jubiló en 1974 y ahora vive en Sarasota, donde un marcador en el Circus Ring of Fame registra sus logros circenses.

## Biografía
Nacida en Randers, Jutlandia, el 9 de febrero de 1926, Norma Nielsen era hija de Magda y Laurits Nielsen, director de cine. Desde pequeña realizó junto a sus hermanos actos circenses en el patio trasero de su casa. Cuando tenía 14 años, Emilie Altenburg se fijó en ella en la escuela de ballet local y, junto con su hija, actuó en un acto de circo anunciado como las Hermanas Florita. Después de discutir sus intenciones con los padres de Norma, Altenburg llevó a la niña a Copenhague, donde la entrenaron para convertirse en trapecista bajo condiciones estrictas, casi esclavizadas.

## Carrera artística
Debutó en Varieté Maxim en Randers y recibió su nombre artístico La Norma cuando a los 16 años actuó en la Scala de Copenhague. Durante la ocupación alemana de Dinamarca, Altenburg llevó a Norma a Noruega y luego a Suecia, donde actuó en el Circus Altenburg y el Circus Scott. Después de la guerra, en 1946, junto con Altenburg, Norma realizó una gira por Dinamarca con el Circus Belli. Allí conoció a André Fox, su futuro marido, quien la animó a separarse de Altenburg. La pareja se trasladó a Francia donde Norma realizó un acto aéreo suspendida de la Torre Eiffel. Esto llevó a un contrato con Ringling Brothers and Barnum & Bailey Circus, y la pareja se trasladó a los Estados Unidos, donde trabajaron de 1949 a 1951. En 1951, sustituyó a Betty Hutton en la película The Greatest Show on Earth. Durante los siguientes 20 años continuó actuando en otros circos estadounidenses. Su compañero trapecista Tony Steele la atribuye a ella como su inspiración para unirse al circo.
Después de que su hijo Gilbert quedase paralizado en un accidente de scooter, se retiró del circo en 1974. Formó a jóvenes intérpretes hasta mediados de los años 1980. Ahora vive en la comunidad circense de Sarasota.

## Reconocimientos
En 1989 fue incluida en el Circus Ring of Fame. Este reconocimiento se otorga a las personas que durante su trayectoria han contribuido significativamente al arte y a la cultura circense. La nominación corresponde al público y la selección de los ganadores a un jurado compuesto por artistas, historiadores, académicos y conocedores del circo de diferentes partes del mundo. El premio consiste en una placa de bronce, con forma de rueda de carreta, que se exhibe en el St. Armands Circle Park, ubicado en Sarasota, Florida.
En 2014 también fue incluida en el Salón de la Fama de la World Acrobatics Society, en la categoría de Acróbatas Profesionales.